# Mój dziadek
Mój Dziadek – niezależny film Michała Modlingera wyprodukowany w 2007 roku. Mimo niskiego budżetu w filmie zagrała czołówka polskich aktorów filmowych i teatralnych. Pierwsza emisja: 6 lutego 2008, TVP Kultura o 23:30.